# 哈克桥

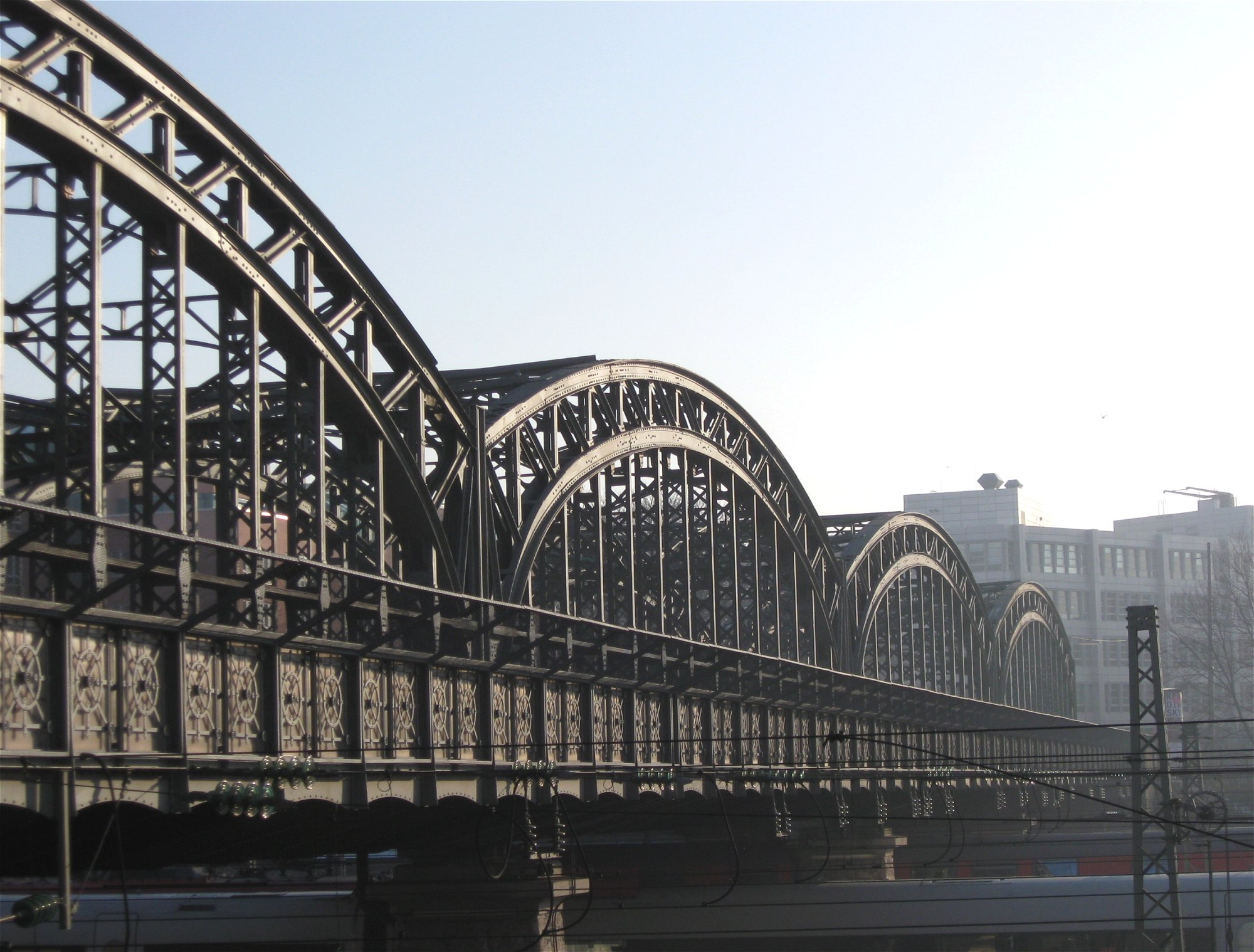
哈克桥

哈克桥（Hackerbrücke）是一座位于德国慕尼黑火车总站西侧的天桥，建于19世纪70年代。哈克桥北侧有慕尼黑汽车总站，桥下有同名快轨站——哈克桥站。